# Пушка Дальгрена

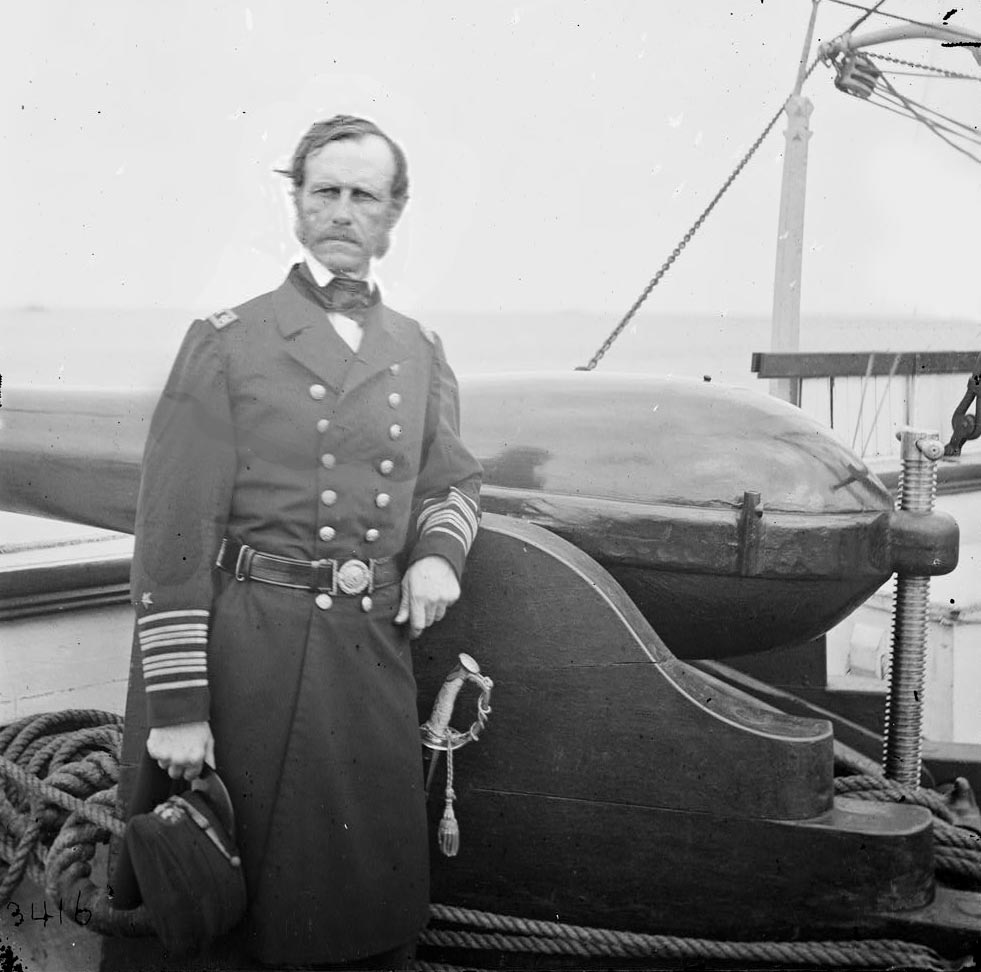
John A. Dahlgren standing next to a
USS Pawnee (1859) 50 lb Dahlgren rifle aboard, 1865.

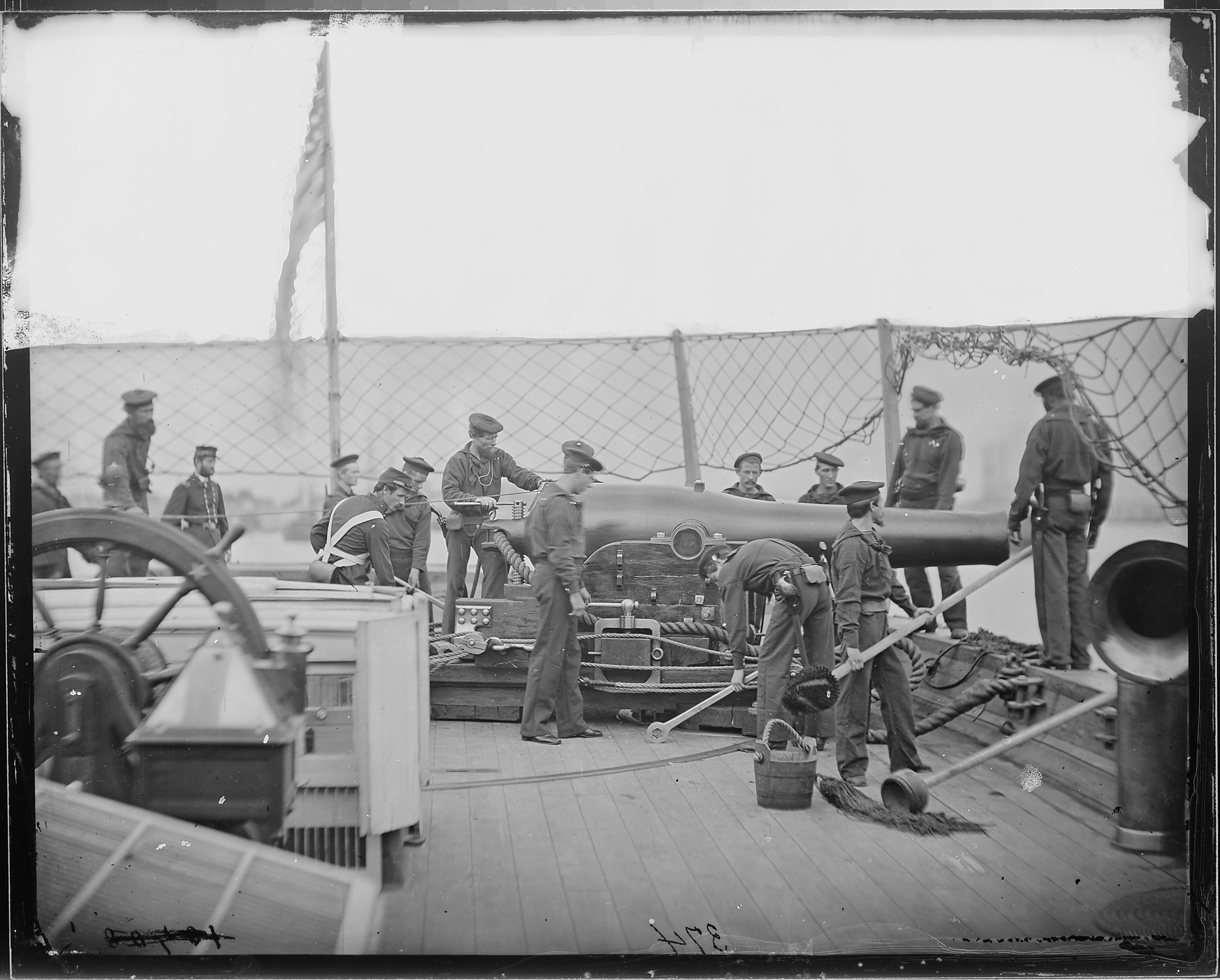
A 9 in Dahlgren smoothbore naval gun and crew in the stern pivot position of USS Miami (1859), 1864. (National Archives).

Пу́шка Да́льгрена (англ. Dahlgren gun) — ряд дульнозарядных морских артиллерийских орудий, разработанных контр-адмиралом Джоном А. Дальгреном USN (13 ноября 1809 г. — 12 июля 1870 г.), в основном использовавшихся в период Гражданской войны в США. Философия дизайна Дальгрена развилась из случайного взрыва в 1849 году, когда при проверке пушки 32 фунта (14,5 кг) на прочность, погиб наводчик. Дальгрен считал, что более безопасная и мощная морская пушка может быть разработана с использованием более научных критериев проектирования. Орудия Дальгрена имели плавную изогнутую форму, уравновешивающую деформации и концентрирующую больший вес металла в казённой части орудия, где необходимо было выдержать наибольшее давление расширяющихся пороховых газов, чтобы предотвратить разрыв орудия. Из-за округлых контуров, пушки Дальгрена получили прозвище «бутылки из-под газировки», и эта форма стала их наиболее узнаваемой характеристикой:203.

## Корабельные гаубицы Дальгрена

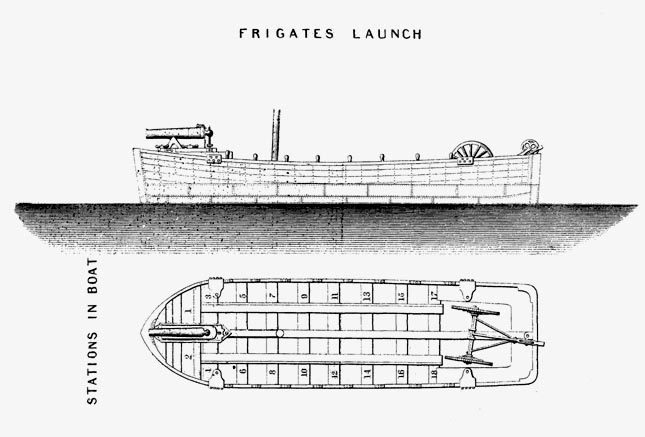
Лодочная гаубица Дальгрена, установленная на баркасе. На корме виден лафет орудия.

Во время мексикано-американской войны, США не хватало лёгких орудий, которыми можно было бы стрелять с кораблей и которые можно было бы выгружать для использования в качестве легкой артиллерии для поддержки десантных отрядов (Ripley 1984). Лёгкая артиллерия, заимствованная у армии, оказалась неудовлетворительной. В 1849 году тогдашний лейтенант Дальгрен начал проектировать семейство гладкоствольных корабельных гаубиц с дульным заряжанием, которые можно было устанавливать как на суда, так и на полевые лафеты. Первыми спроектированными корабельными гаубицами были легкие 12 фунтовые (5,4 кг) гаубицы. Потом появились тяжёлая 12-фунтовая (первоначально обозначенная как «средняя») и 24-фунтовая (10,9 кг). Ещё позже были представлены более лёгкая 12-фунтовая («малая») и нарезная 12-фунтовая тяжелая гаубицы. Все корабельные гаубицы были очень похожи по конструкции, отлиты из бронзы, с монтажной проушиной или петлёй на дне ствола вместо цапф и подъёмным винтом, проходящим через каскабель. Наличие единственной монтажной проушины ускорило перемещение гаубицы с пусковой установки на полевой лафет и обратно. На флоте орудийная команда (расчёт) корабельной гаубицы составлял 10 человек на орудие на корабле и 11 на берегу.

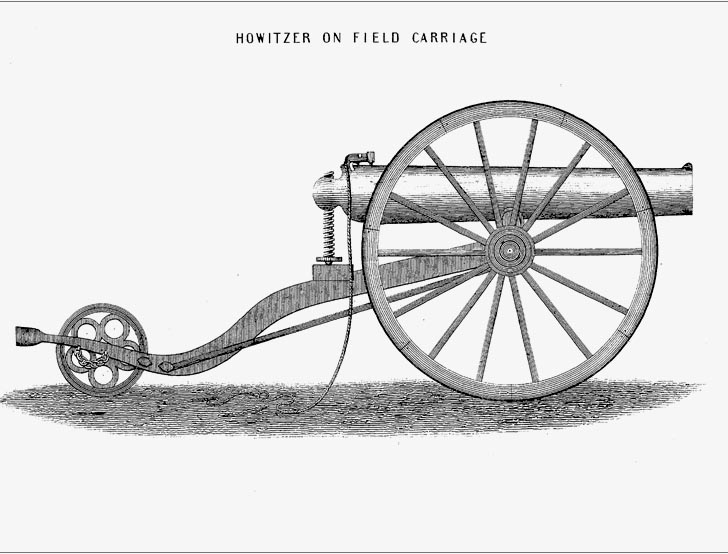
Лодочная гаубица Дальгрена, установленная на полевой лафет

Полевой лафет был сделан из кованого железа. На флоте передок не использовался, но к оси полевого лафета можно было привязать два ящика с боеприпасами (каждый по девять снарядов). Члены артиллерийского расчёта также несли по одному снаряду в подсумке. Гладкоствольные корабельные гаубицы стреляли снарядами, шрапнелью и картечью. Нарезная 12-фунтовая пушка стреляла дробью и снарядами. Ударные капсюли использовались на флоте, но гаубицы также могли использовать фрикционные капсюли, полученные из армии.
Маленькие и лёгкие 12-фунтовые лодочные гаубицы не пользовались популярностью. Тяжёлые 12-фунтовые гаубицы были наиболее популярны для своих целей, в то время как 24-фунтовые корабельные гаубицы отлично служили в качестве основного и вспомогательного вооружения на речных канонерских лодках и подобных им малых судах. Некоторые 24-фунтовые лодочные гаубицы, по-видимому, были нарезными, но некоторые современные отчёты путают нарезные 24-фунтовые лодочные гаубицы и 20-фунтовые пушки (обсуждаемые ниже).

## Армейское использование корабельных гаубиц
Помимо использования на флоте, корабельные гаубицы также использовались в сухопутных войсках. Корабельные гаубицы иногда использовались в артиллерийских батареях, но чаще использовались в пехотных частях в роли, которую позже назовут «орудиями поддержки пехоты».
Корабельные гаубицы использовались в том числе на западных театрах военных действий. Индианская бригада использовала корабельную гаубицу Дальгрена в боях возле Гранд-Прери, штат Арканзас, 5 июля 1862 года (War Department 1885).
Поскольку корабельные гаубицы никогда не использовались широко ни в одной из армий, к концу войны их использование сухопутными войсками было очень редким.

## Таблица корабельных гаубиц Дальгрена
| Обозначение                | Калибр             | Длина общая                | Вес                  | Загружаемый заряд | Дальность (ярдов)                | Количество произведённых |
| -------------------------- | ------------------ | -------------------------- | -------------------- | ----------------- | -------------------------------- | ------------------------ |
| 12-фунтовая малая (5,4 кг) | 4,62 дюйма (12 см) | 32,5 дюйма (83 см)         | 300 фунтов (140 кг)  | —                 | —                                | 23                       |
| 12-фунтовая лёгкая         | 4,62 дюйма (12 см) | 51,75 дюйма (130 см)       | 430 фунтов (200 кг)  | 10 унций (280 г)  | —                                | 177                      |
| 12-фунтовая тяжёлая        | 4,62 дюйма (12 см) | 63,5 дюйма (160 см)        | 750 фунтов (340 кг)  | 1 фунт (0,45 кг)  | 1085 ярдов (992 м) at 5° elev.   | 456                      |
| 12-фунтовая нарезная       | 3,4 дюйма (8,6 см) | 63,5 дюйма (160 см)        | 880 фунтов (400 кг)  | 1 фунт (0,45 кг)  | 1770 ярдов (1620 м) at 6° elev.  | 424                      |
| 24-фунтовые (10,9 кг)      | 5,82 дюйма (15 см) | 67 дюймов (170,1800000 см) | 1300 фунтов (590 кг) | 2 фунта (0,91 кг) | 1270 ярдов (1160 м) at 11° elev. | 1009                     |